# El Cuatrero
Rogelio Reyes, né en 1996 à Lagos de Moreno,  est un catcheur mexicain qui travaille à la Asistencia Asesoría y Administración sous le nom de ring de El Cuatrero. Il est issu d'une famille de catcheur et il décide de suivre la même voie que son père. Il commence sa carrière en 2010 et  il intègre le Consejo Mundial de Lucha Libre (CMLL) en 2014. Il y fait équipe avec son frère Sansón (en) et son cousin Forastero (en). Ensemble ils remportent le championnat du monde des trios du CMLL.

## Jeunesse
Rogelio Reyes est le fils du catcheur Carmelo Reyes González connu sous le nom de Cien Caras (en). De plus deux de ses oncles sont aussi catcheurs sous les noms de ring de Máscara Año 2000 (en) et Universo 2000. Il a un frère qui va lui aussi devenir catcheur sous le nom de Sansón (en),. Ils veulent tous les deux devenir catcheur mais leur père fait tout pour les dissuader. Cependant leur deux oncles les aident.

## Carrière

### Débuts (2010-2014)
Rogelio Reyes prend le nom de ring de El Cuatrero pour rendre hommage à Máscara Año 2000 (en) et Universo 2000. Il commence sa carrière en 2010 et il participe à des spectacles de catch dans les environs de Lagos de Moreno. Il fait régulièrement équipe avec son frère Sansón (en).

### Consejo Mundial de Lucha Libre (2014–2021)
Le 26 mars 2021, lui, Forastero et Sansón battent Los Guerreros Laguneros (Euforia, Gran Guerrero et Último Guerrero) et remportent les CMLL World Trios Championship. Le 10  août, la CMLL annoncent leur départ de la promotion.

### Lucha Libre AAA Worldwide (2021-...)
Lors de Verano De Escandalo 2022, lui, Sansón et Forastero battent La Empresa (DMT Azul, Puma King et Sam Adonis) et remportent les AAA World Trios Championship.

## Palmarès
- Consejo Mundial de Lucha Libre
  - 1 fois CMLL World Middleweight Championship
  - 1 fois CMLL World Trios Championship avec Forastero et Sansón
  - 1 fois CMLL Arena Coliseo Tag Team Championship avec Sansón
  - 1 fois Mexican National Trios Championship avec Sansón et Forastero
  - 1 fois Occidente Trios Championship avec Sansón et Forastero
  - La Copa Dinastia (2017) – avec Sansón et Forastero
  - Torneo de parejas familiares (2020) avec Sansón

- Asistencia Asesoría y Administración
  - 1 fois AAA World Trios Championship avec Sansón et Forastero (actuel)